# Port Blair
Port Blair és la capital i ciutat principal de les illes Andaman, del consell municipal, del tehsil de Port Blair, del districte de South Andaman, i del territori de les Illes Andaman i Nicobar, i a més ho fou de l'antic districte d'Andaman. Disposa de l'aeroport de Vir Savarkar el principal de les illes.
És un dels ports naturals millors del món. La boca del port està dominada per l'illa Ross, allargada de nord a sud, que deixa passos cap al port pels dos costats. Fou fundada com a colònia penal al Port de Chatam el 1789, a l'illa Viper, que va agafar el nom del vaixell del tinent Archibald Blair, explorador de les illes, i fou coneguda com The Viper. Va durar fins al 1791 en què fou traslladada a Port Cornwallis, fins que fou tancada el 1796; fou refundada prop del lloc inicial el novembre de 1857 i acabada el 1858. Va rebre el seu nom del tinent Archibald Blair i fou la capital colonial del territori. Fou declarat port segons la Indian Ports de 18 d'abril de 1877. Del 1943 al 1944 fou capital de l'Índia independent protegida pels japonesos i del govern provisional de Chandra Bose. Quan es va crear el territori de les Illes Andaman i Nicobar (1952) fou confimada com capital. El 2004 va patir danys importants a causa del tsunami de l'oceà Índic.

## Establiment penal
L'establiment penal estava centrat en Port Blair però el centre administratiu era a Ross Island a l'entrada del port i per efectes administratius estava dividit en dos districtes i quatre subdivisions:
- Districte Oriental o Eastern District (capital Aberdeen) amb les subdivisions de Ross i Haddo
- Districte Occidental o Western District (capital Viper Island) amb les subdivisions de Viper i Wimberley Ganj.

Dins les subdivisions hi havia estacions, llocs on treballaven els convictes i pobles amb poblador lliures o residents de suport.
Subdivisió de Ross:
- North Bay
- Mount Harriett
- North Corbyn's Cove
- Madhoban
- Middle Point
- Rutland Island.
- South Point
- Aberdeen

Subdivisió d'Haddo
- Phoenix Bay
- Tea Garden Navy Bay
- Haddo
- Rangachang
- Garacherama
- Minnie Bay
- Pahargaon
- Chatham.
- Phoenix Bay (poble)
- Janglighat
- Niagaon
- Birch Ganj
- Bumlitan
- Taylerabad
- School Line
- Garacherama
- Protheroepore
- Austinabad
- Pahargaon
- Lamba Line
- Dudh Line

Subdivisió de Viper:
- Viper Island
- Dundas Point
- Mitha Khari
- Namunaghar
- Ograbaraij
- Chauldari
- Port Mouat
- Elephant Point
- Port Mouat (poble)
- Dhani Khari
- Hem fray Ganj
- Namunaghar
- Manglutan
- Baghelsinghpura
- Nawashahr

Subdivisió de Wimberley Ganj
- Shore Point.
- Kalatang
- Bajajagda.
- Goplakabang (incloent Middle Straits)
- Jatang
- Bindraban
- Bamboo Flat
- Bindraban (poble)
- Tusonabad
- Stewart Ganj
- Anikhet
- Manpur
- Wimberley Ganj
- Cadell Ganj
- Temple Ganj
- Kadakachang
- Hobdaypur
- Alipur
- Mathura